# 四川胡颓子
四川胡颓子（学名：Elaeagnus davidii）为胡颓子科胡颓子属下的一个种。